# 欧鲁韦尔迪-迪米纳斯
欧鲁韦尔迪-迪米纳斯是巴西米纳斯吉拉斯州的一个市镇。总面积174.99平方公里，总人口6832人，人口密度39人/平方公里。